# Персонификация
Персонифика́ция (от лат. persona «лицо» + facio «делаю»; олицетворе́ние), прозопопея (от др.-греч. πρόσωπον «лицо; личность» + ποιέω «делать»), антропопати́зм (др.-греч. ἄνθρωπος «человек» + πάθος «чувство») — представление природных явлений и сил, объектов, отвлечённых понятий в образе действующих лиц, в том числе человека, или признание за ними человеческих свойств; приписывание свойств человеческой психики предметам и явлениям реального или вымышленного мира: животным, растениям и явлениям природы. Персонификация распространена в мифологии, религии, сказках, притчах, магии и культах, художественной и другой литературе.

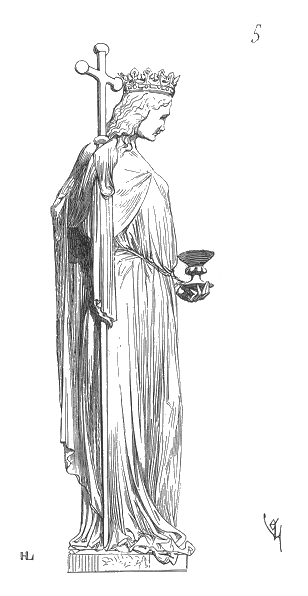
Статуя Страсбургского собора — олицетворение христианской церкви. Иллюстрация из «Толкового словаря французской архитектуры XI—XVI века» Э. Виолле-ле-Дюка

Олицетворение — троп, приписывание свойств и признаков одушевлённых предметов неодушевлённым.

А и горе, горе, гореваньице!

А и лыком горе подпоясалось,

Мочалами ноги изопутаны.
— Народная песня
Олицетворение было распространено в поэзии разных эпох и народов, от фольклорной лирики до стихотворных произведений поэтов-романтиков, от прециозной поэзии до творчества обэриутов. До сих пор оно популярно в современной литературе.

## Антропопатизм
На низшей ступени своего развития человек объясняет каждое движение вне себя актом, аналогичным действию собственной воли, отсюда получается одухотворение всей природы. Так складывается антропопатическое миросозерцание, для которого характерно ненаучное понимание реальных явлений, когда, например, солнце представляется как живое, разумно и целесообразно действующее существо, но ещё не как самостоятельное божество Гелиос.

## В психологии и философии
Понятие персонификация употребляется в философии, социологии, психологии (например, «персонификация сознания», "персонификация знаний").
Психологически в основе персонификации лежит механизм проекции, который в социологии описывается как «стремление индивида переложить на кого-либо вину за события или ситуации, вызывающие фрустрацию», а в психологии - представление своей личностью определённой сферы общественной жизни, олицетворение собой той или иной области знаний, сообществ, сфер деятельности.